# Сторожевая башня (столп)
Сторожевая башня (финикийское название: shomōr; ивр. שומרה‎ транслит. shomerā; араб. قصر‎ транслит. qāsr – "замок", "крепость"; в ЦСП: столпъ) — древнее сооружение в странах Ближнего Востока, предназначенное для охраны сельскохозяйственного участка (обычно виноградников) в сезон работ.
Большинство таких башенок состоят из двух этажей; нижний – с толстыми стенами из необработанного камня – служил складом для собранного урожая; верхний этаж представлял собой шалаш для сторожа участка. 
Благодаря толстым стенам нижнего этажа температура в помещении была относительно более низкой, чем снаружи, и виноград, который в обычных условиях начинает быстро бродить, тут сохранялся свежим. В период сбора винограда сельхозрабочие или даже вся семья, владевшая участком, обычно проживала в сторожевой башне, чтобы не тратить время на дорогу домой и обратно.
Эти сторожевые башни упоминаются ещё в Книгах пророков:

У Возлюбленного моего был виноградник на вершине утучнённой горы, и Он обнёс его оградою, и очистил его от камней, и насадил в нем отборные виноградные лозы, и построил башню посреди его— Ис. 5:2; ср. Мф. 21:33; Мк. 12:1
Ныне в Сирии и Палестине можно увидеть множество остатков таких сторожевых башен. Некоторые из них, например, в Палестинской Автономии, продолжают действовать до сих пор. 